# Aluatique I
Abu Ixaque Ibraim Aluatique (Abu Ishaq Ibrahîm al-Wathiq), dito Aluatique I do Cairo (em árabe: الواثق بالله), foi o quarto califa abássida do Cairo sob os sultões mamelucos do Egito entre 1340 e 1341.

## História
No início do seu primeiro reinado, o sultão Anácer Maomé havia utilizado o califa Almostacfi I para legitimar o seu poder. Porém, já no terceiro, ele não queria mais nenhuma restrição a ele. Em 1336, ele exilou al-Mustakfi para Qûs. Em 1340, quando ele morreu, an-Nasir negou o direito de seu filho de sucedê-lo e exigiu um juramento de fidelidade do novo califa, al-Uatique, que não era descendente de al-Mustakfi. Ainda assim, nega-lhe quaisquer honras por vários meses. O nome de al-Uatique não é sequer mencionado nas cutbas de sextas-feiras no Cairo.
Em 1341, al-Uatique foi deposto e sucedido por Aláqueme II, filho de Almostacfi.